# V1039 Геркулеса
V1039 Геркулеса (лат. V1039 Herculis) — двойная затменная переменная звезда типа Алголя (EA) или затменная переменная звезда (E)* в созвездии Геркулеса на расстоянии приблизительно 1082 световых лет (около 332 парсек) от Солнца. Видимая звёздная величина звезды — от +13m до +12,4m. Орбитальный период — около 0,5078 суток (12,187 часа).
Открыта проектом ROTSE-1 в 2000 году*.

## Характеристики
Первый компонент — жёлтый карлик, эруптивная переменная звезда типа RS Гончих Псов (RS:) спектрального класса G8. Радиус — около 1,3 солнечного, светимость — около 0,989 солнечной. Эффективная температура — около 5044 K.